# 灰叶菝葜
灰叶菝葜（学名：Smilax astrosperma），为百合科菝葜属下的一个植物种。